# Эшли, Клиффорд
Кли́ффорд Уо́ррен Э́шли (англ. Clifford Warren Ashley 18 декабря 1881 — 18 сентября 1947) — американский художник, писатель, журналист. Широко известен как автор «Книги узлов Эшли» («The Ashley Book of Knots», кратко — ABoK).

## Биография
Клиффорд Эшли родился 18 декабря 1881 года в городе Нью-Бедфорд штата Массачусетс. Окончил среднюю школу. В 1901 году поступил в школу искусств в Бостоне.
В 1904 году получил заказ на статью с иллюстрациями об охоте на китов от журнала «Harper’s Monthly Magazine». Для приобретения собственного опыта охоты нанялся на парусное китобойное судно «Sunbeam». В 1906 году в двух выпусках «Harper’s» вышла его статья с рисунками. В последующем статья стала основой для книги Эшли «The Yankee Whaler».
В 1932 году женился на Саре Кларк (Sarah Scudder Clarke) и переехал жить в Уэстпорте (Массачусетс). В Уэстпорте примерно в 1933 году начал работать над своей «Книгой узлов Эшли». Книга вышла в 1944 году и содержала описания и рисунки 3854 узлов. Фундаментальный труд имел феноменальный успех и переиздаётся до сих пор на разных языках мира.
В 1945 году Эшли перенёс инсульт и спустя 2 года умер в возрасте 65 лет.